# Daniel McCormick
Jeffrey Daniel McCormick (Odessa, 30 de mayo de 1986) es un deportista estadounidense que compitió en judo. Ganó dos medallas de bronce en el Campeonato Panamericano de Judo en los años 2008 y 2010.

## Palmarés internacional
| Campeonato Panamericano | Campeonato Panamericano    | Campeonato Panamericano | Campeonato Panamericano |
| Año                     | Lugar                      | Medalla                 | Categoría               |
| ----------------------- | -------------------------- | ----------------------- | ----------------------- |
| 2008                    | Miami (Estados Unidos)     | Medalla de bronce       | Abierta                 |
| 2010                    | San Salvador (El Salvador) | Medalla de bronce       | +100 kg                 |